# Liste der Kulturdenkmale in Berlin-Haselhorst

Lage von Haselhorst in Berlin

In der Liste der Kulturdenkmale von Haselhorst sind die Kulturdenkmale des Berliner Ortsteils Haselhorst im Bezirk Spandau aufgeführt. Sonstige Denkmäler (künstlerisch gestaltete Monumente bzw. Bauwerke zur Erinnerung) finden sich in der Liste Denkmäler in Spandau.

## Denkmalbereiche (Gesamtanlagen)
| Nr.      | Lage | Offizielle Bezeichnung | Beschreibung                                                                                             | Bild |
| -------- | --- | --- | --- | ---- |
| 09085439 | Am Juliusturm (Lage) | Zitadelle Spandau | um 1200, Zinnenkranz 1838 von Karl Friedrich Schinkel erneuert                                           |      |
| 09085439 | Am Juliusturm (Lage) | Zitadelle Spandau | Juliusturm, 1201–1250, Umbau 1838                                                                        |      |
| 09085439 | Am Juliusturm (Lage) | Zitadelle Spandau | Palas, 1346–1355                                                                                         |      |
| 09085439 | Am Juliusturm (Lage) | Zitadelle Spandau | Torbau, um 1563 und nach 1578                                                                            |      |
| 09085439 | Am Juliusturm (Lage) | Zitadelle Spandau | Bastion König, 1559 von Francesco Chiaramella de Gandino                                                 |      |
| 09085439 | Am Juliusturm (Lage) | Zitadelle Spandau | Bastion Königin, 1559–1578 von Francesco Chiaramella de Gandino                                          |      |
| 09085439 | Am Juliusturm (Lage) | Zitadelle Spandau | Bastion Kronprinz, 1578–1583 von Rochus zu Lynar                                                         |      |
| 09085439 | Am Juliusturm (Lage) | Zitadelle Spandau | Kanonenturm                                                                                              |      |
| 09085439 | Am Juliusturm (Lage) | Zitadelle Spandau | Bastion Brandenburg, 1578–1583 von Rochus zu Lynar                                                       |      |
| 09085439 | Am Juliusturm (Lage) | Zitadelle Spandau | Italienische Höfe                                                                                        |      |
| 09085439 | Am Juliusturm (Lage) | Zitadelle Spandau | Ravelin Schweinekopf, 1704, Umbau 1990                                                                   |      |
| 09085439 | Am Juliusturm (Lage) | Zitadelle Spandau | Kurtinen, 1559–1583                                                                                      |      |
| 09085439 | Am Juliusturm (Lage) | Zitadelle Spandau | Glacis mit Freiflächen, 1578, Umbau 1660                                                                 |      |
| 09085439 | Am Juliusturm (Lage) | Zitadelle Spandau | Offiziantenhaus, 1886–1888, Umbau 1936                                                                   |      |
| 09085439 | Am Juliusturm (Lage) | Zitadelle Spandau | Kaserne der Nordkurtine (Nordbau), 1860–1861, 1959 verändert                                             |      |
| 09085439 | Am Juliusturm (Lage) | Zitadelle Spandau | Magazin der Ostkurtine, 1559–1577 und nach 1578, Umbau 1814–1817                                         |      |
| 09085439 | Am Juliusturm (Lage) | Zitadelle Spandau | Altes Zeughaus, 1559–1577 von Francesco Chiaramella de Gandino                                           |      |
| 09085439 | Am Juliusturm (Lage) | Zitadelle Spandau | Artilleriezeughaus oder Neues Zeughaus, 1857 von Carl Ferdinand Busse                                    |      |
| 09085439 | Am Juliusturm (Lage) | Zitadelle Spandau | Exerzierschuppen, um 1890                                                                                |      |
| 09085439 | Am Juliusturm (Lage) | Zitadelle Spandau | Westlicher Abzugsgraben                                                                                  |      |
| 09085439 | Am Juliusturm (Lage) | Zitadelle Spandau | Denkmal Albrecht der Bär, 1898 von Walter Schott, an der Siegesallee enthüllt, 1979 hier aufgestellt     |      |
| 09085439 | Am Juliusturm (Lage) | Zitadelle Spandau | Denkmal Kaiser Wilhelm I, 1897 von Ernst Wenck                                                           |      |
| 09085439 | Am Juliusturm (Lage) | Zitadelle Spandau | Lynar-Büste, 1901                                                                                        |      |
| 09085440 | Am Juliusturm 14/38 (Lage) | Fabrikgebäude der Gewehrfabrik | Verwaltungsgebäude (Etagenfabrik) & Pförtnerhaus, 1914–1917 vom Preußischen Militärfiskus, Umbau um 1960 |      |
| 09085440 | Am Juliusturm 14/38 (Lage) | Fabrikgebäude der Gewehrfabrik | westliche Fertigungshalle, 1914–1918, 1937 von Hans Hertlein erweitert                                   |      |
| 09085440 | Am Juliusturm 14/38 (Lage) | Fabrikgebäude der Gewehrfabrik | Werkhalle, 1937 von Hans Hertlein                                                                        |      |
| 09085440 | Am Juliusturm 14/38 (Lage) | Fabrikgebäude der Gewehrfabrik | Personalgebäude, 1937 von Hans Hertlein                                                                  |      |
| 09085552 | Feldzeugmeisterstraße 1–2 Gorgasring 1–2 Riensbergstraße 39–42 (Lage) | Arbeiter-Kolonie des Militär-Fiskus & Arbeitersiedlung Haselhorst                                                                  | 4 Arbeiterhäuser, ab 1895–1896                                                                           |      |
| 09085552 | Feldzeugmeisterstraße 1–2 Gorgasring 1–2 Riensbergstraße 39–42 (Lage) | Arbeiter-Kolonie des Militär-Fiskus & Arbeitersiedlung Haselhorst                                                                  | Wohnhaus                                                                                                 |      |
| 09085552 | Feldzeugmeisterstraße 1–2 Gorgasring 1–2 Riensbergstraße 39–42 (Lage) | Arbeiter-Kolonie des Militär-Fiskus & Arbeitersiedlung Haselhorst                                                                  | Schuppen                                                                                                 |      |
| 09080018 | Haselhorster Damm 1–25, 27/65, 42/48 Burscheider Weg 1, 3–6H, 8–8H, 10–11G, 14–14H, 16–16H, 18–18G, 23–23C, 24–24G, 30–30E, 38–38C, 39–39C, 41–41C, 48–48C, 54–54C, 58–58C, 60–60C, 13/61 Daumstraße 4/10, 18/28F Gartenfelder Straße 106–106F, 110–110I, 114–114H, 118–118H, 122–122H, 124–124I, 128128I, 132–132I, 134–134I, 136–136C, 138–138A, 140 Lüdenscheider Weg 1–12A, 14/28 Lünette 1/5 Riensbergstraße 61/77 (Lage) | Reichsforschungssiedlung Haselhorst Bauabschnitt I                                                                                 | 1931–1932 von Fred Forbát                                                                                |      |
| 09080018 | Haselhorster Damm 1–25, 27/65, 42/48 Burscheider Weg 1, 3–6H, 8–8H, 10–11G, 14–14H, 16–16H, 18–18G, 23–23C, 24–24G, 30–30E, 38–38C, 39–39C, 41–41C, 48–48C, 54–54C, 58–58C, 60–60C, 13/61 Daumstraße 4/10, 18/28F Gartenfelder Straße 106–106F, 110–110I, 114–114H, 118–118H, 122–122H, 124–124I, 128128I, 132–132I, 134–134I, 136–136C, 138–138A, 140 Lüdenscheider Weg 1–12A, 14/28 Lünette 1/5 Riensbergstraße 61/77 (Lage) | Blöcke IV und V | 1931–1932 von Paul Emmerich und Paul Mebes                                                               |      |
| 09080018 | Haselhorster Damm 1–25, 27/65, 42/48 Burscheider Weg 1, 3–6H, 8–8H, 10–11G, 14–14H, 16–16H, 18–18G, 23–23C, 24–24G, 30–30E, 38–38C, 39–39C, 41–41C, 48–48C, 54–54C, 58–58C, 60–60C, 13/61 Daumstraße 4/10, 18/28F Gartenfelder Straße 106–106F, 110–110I, 114–114H, 118–118H, 122–122H, 124–124I, 128128I, 132–132I, 134–134I, 136–136C, 138–138A, 140 Lüdenscheider Weg 1–12A, 14/28 Lünette 1/5 Riensbergstraße 61/77 (Lage) | Blöcke II und III | 1932–1938 von Rolf Röhmert, Freiflächen ab 1930 von Gustav Allinger                                      |      |
| 09080018 | Kanalstraße 2/8 Küsterstraße 9/59 Riensbergstraße 62/78A Saatwinkler Damm 331/347 Schwerter Weg 1–36 | Block VI | Kleinhaussiedlung, 7 Reihenhauszeilen, 1934 von Peter Jürgensen                                          |      |
| 09080018 | Kanalstraße 2/8 Küsterstraße 9/59 Riensbergstraße 62/78A Saatwinkler Damm 331/347 Schwerter Weg 1–36 | Block VI | Apartmenthaus, 1934 von Peter Jürgensen                                                                  |      |
| 09080018 | Kanalstraße 2/8 Küsterstraße 9/59 Riensbergstraße 62/78A Saatwinkler Damm 331/347 Schwerter Weg 1–36 | Block VI | Garagen                                                                                                  |      |
| 09096870 | U-Bahn-Linie U7 Altstädter Ring Am Juliusturm Breite Straße Carl-Schurz-Straße Gorgasring Nonnendammallee Popitzweg Seegefelder Straße Siemensdamm Stabholzgarten | U-Bahnhöfe Siemensdamm, Rohrdamm, Paulsternstraße, Haselhorst, Zitadelle, Altstadt Spandau und Rathaus Spandau der U-Bahn-Linie U7 | U-Bahnhof Haselhorst, 1973–1984 von Rainer G. Rümmler (Lage)                                             |      |
| 09096870 | U-Bahn-Linie U7 Altstädter Ring Am Juliusturm Breite Straße Carl-Schurz-Straße Gorgasring Nonnendammallee Popitzweg Seegefelder Straße Siemensdamm Stabholzgarten | U-Bahnhöfe Siemensdamm, Rohrdamm, Paulsternstraße, Haselhorst, Zitadelle, Altstadt Spandau und Rathaus Spandau der U-Bahn-Linie U7 | 4 U-Bahnhof-Ausgänge                                                                                     |      |
| 09096870 | U-Bahn-Linie U7 Altstädter Ring Am Juliusturm Breite Straße Carl-Schurz-Straße Gorgasring Nonnendammallee Popitzweg Seegefelder Straße Siemensdamm Stabholzgarten | U-Bahnhöfe Siemensdamm, Rohrdamm, Paulsternstraße, Haselhorst, Zitadelle, Altstadt Spandau und Rathaus Spandau der U-Bahn-Linie U7 | U-Bahnhof Zitadelle, 1973–1984 von Rainer G. Rümmler (Lage)                                              |      |
| 09096870 | U-Bahn-Linie U7 Altstädter Ring Am Juliusturm Breite Straße Carl-Schurz-Straße Gorgasring Nonnendammallee Popitzweg Seegefelder Straße Siemensdamm Stabholzgarten | U-Bahnhöfe Siemensdamm, Rohrdamm, Paulsternstraße, Haselhorst, Zitadelle, Altstadt Spandau und Rathaus Spandau der U-Bahn-Linie U7 | 2 U-Bahnhof-Ausgänge                                                                                     |      |
| 09096870 | U-Bahn-Linie U7 Altstädter Ring Am Juliusturm Breite Straße Carl-Schurz-Straße Gorgasring Nonnendammallee Popitzweg Seegefelder Straße Siemensdamm Stabholzgarten | U-Bahnhöfe Siemensdamm, Rohrdamm, Paulsternstraße, Haselhorst, Zitadelle, Altstadt Spandau und Rathaus Spandau der U-Bahn-Linie U7 | Weitere Bahnhöfe des Denkmals in Siemensstadt und Spandau                                                |      |
| 09012509 | Zitadellenweg 30/70 Westlicher Abzugsgraben (Lage) | Teil der ehem. Munitionsfabrik (Boschwerke)                                                                                        | Fabrikgebäude 600, nach 1913                                                                             |      |
| 09012509 | Zitadellenweg 30/70 Westlicher Abzugsgraben (Lage) | Teil der ehem. Munitionsfabrik (Boschwerke)                                                                                        | Halle 602 und Kopfbau 606, um 1918                                                                       |      |
| 09012509 | Zitadellenweg 30/70 Westlicher Abzugsgraben (Lage) | Teil der ehem. Munitionsfabrik (Boschwerke)                                                                                        | Halle 603 mit Anbauten, um 1918                                                                          |      |
| 09012509 | Zitadellenweg 30/70 Westlicher Abzugsgraben (Lage) | Teil der ehem. Munitionsfabrik (Boschwerke)                                                                                        | Gebäude 604, um 1900, mit Halle 605, um 1918                                                             |      |
| 09012509 | Zitadellenweg 30/70 Westlicher Abzugsgraben (Lage) | Teil der ehem. Munitionsfabrik (Boschwerke)                                                                                        | Gebäude 607, vor 1897                                                                                    |      |
| 09012509 | Zitadellenweg 30/70 Westlicher Abzugsgraben (Lage) | Teil der ehem. Munitionsfabrik (Boschwerke)                                                                                        | Teil der ehem. Gewehrfabrik                                                                              |      |
| 09012509 | Zitadellenweg 30/70 Westlicher Abzugsgraben (Lage) | Teil der ehem. Munitionsfabrik (Boschwerke)                                                                                        | Stahlfachwerkbrücke                                                                                      |      |
| 09012509 | Zitadellenweg 30/70 Westlicher Abzugsgraben (Lage) | Teil der ehem. Munitionsfabrik (Boschwerke)                                                                                        | Teil des westlichen Abzugsgrabens mit Brücken mit Wehranlagen und Gerinne für Wasseraustausch, vor 1900  |      |
| 09012509 | Zitadellenweg 30/70 Westlicher Abzugsgraben (Lage) | Teilverlust: | Halle 601, seit 2023 nicht mehr Teil des Denkmals                                                        |      |

## Baudenkmale
| Nr.      | Lage                               | Offizielle Bezeichnung                                               | Beschreibung | Bild |
| -------- | ---------------------------------- | -------------------------------------------------------------------- | --- | --- |
| 09085458 | Am Juliusturm 2/8 (Lage)           | Umspannwerk „Uklei“, Abspannwerk und Wohnhaus                        | Das Abspannwerk Uklei wurde im Zuge der Umstellung des Berliner Stromnetzes von 6 kV auf 30 kV in den 1920er Jahren gebaut. Zwischen 1924 und 1933 entstanden in Berlin 24 dieser 30-/6-kV-Abspannwerke, deren Aufgabe es war, den Strom aus den Kraftwerken und 30-kV-Fernleitungen auf das 6-kV-Versorgungsnetz zu verteilen. Der größte Teil von ihnen wurde von Hans Heinrich Müller entworfen, dem damaligen Leiter der Bewag-Baubteilung. Die Bauausführung des Abspannwerks Uklei übernahm die Bauabteilung der Siemens-Schuckertwerke. Es wurde lediglich der erste Bauabschnitt fertiggestellt, im östlichen Bereich war eine Erweiterung des Schalthauses geplant, die allerdings nicht mehr durchgeführt wurde. Das Werksgebäude gliedert sich in ein fünfgeschossiges Wartengebäude, flankiert von zwei symmetrischen Treppenhäusern, die zusammen den westlichen Kopf des Gebäudes bilden; daran schließt sich Richtung Osten das Schalthaus mit den Schaltzellen an, beiderseits eingefasst von Erschließungsgängen, die von den Treppentürmen ausgehen. Im hinteren Bereich, etwas versetzt befindet sich das Maschinenhaus und das Reglergebäude. Eine Innovation bei diesem Abspannwerk war, dass die Transformatoren als Freiluftanlage ausgeführt waren. Das Werksgebäude ist in Stahlskelettbauweise errichtet und besitzt eine schlichte Fassade, verblendet mit roten Ziegeln. Die betont einfache Gestaltungsweise ist zum einen durch das Abklingen expressionistischer Einflüsse begründet, zum anderen aber auch durch die Lage in einem Industriegebiet mit allgemein niedrigeren Gestaltungsansprüchen. Das Abspannwerk blieb bis 1992 in Betrieb. In den 1980er Jahren wurde das 30-/6-kV-Verteilernetz durch ein leistungsstärkeres 110-/10-kV-Netz abgelöst und in diesem Zuge die alten Abspannwerke durch moderne, wesentlich kompaktere Umspannwerke ersetzt, die oftmals, wie auch beim Abspannwerk Uklei, direkt neben dem alten Werk errichtet wurden. Da sich die Bausubstanz des Abspannwerkes noch in einem guten Zustand befand, strebte die Bewag eine Nachnutzung der Gebäude an. Zunächst war die Unterbringung eines Heizwerkes für den in den 1990er Jahren dort geplanten Bürokomplex (Spandauer Tor) angedacht, was nach dem Scheitern des Entwicklungsprojekts jedoch nicht gelang. Heute wird das Gebäude teilweise gewerblich durch eine Autoverleihfirma genutzt. | Das Abspannwerk Uklei wurde im Zuge der Umstellung des Berliner Stromnetzes von 6 kV auf 30 kV in den 1920er Jahren gebaut. Zwischen 1924 und 1933 entstanden in Berlin 24 dieser 30-/6-kV-Abspannwerke, deren Aufgabe es war, den Strom aus den Kraftwerken und 30-kV-Fernleitungen auf das 6-kV-Versorgungsnetz zu verteilen. Der größte Teil von ihnen wurde von Hans Heinrich Müller entworfen, dem damaligen Leiter der Bewag-Baubteilung. Die Bauausführung des Abspannwerks Uklei übernahm die Bauabteilung der Siemens-Schuckertwerke. Es wurde lediglich der erste Bauabschnitt fertiggestellt, im östlichen Bereich war eine Erweiterung des Schalthauses geplant, die allerdings nicht mehr durchgeführt wurde. Das Werksgebäude gliedert sich in ein fünfgeschossiges Wartengebäude, flankiert von zwei symmetrischen Treppenhäusern, die zusammen den westlichen Kopf des Gebäudes bilden; daran schließt sich Richtung Osten das Schalthaus mit den Schaltzellen an, beiderseits eingefasst von Erschließungsgängen, die von den Treppentürmen ausgehen. Im hinteren Bereich, etwas versetzt befindet sich das Maschinenhaus und das Reglergebäude. Eine Innovation bei diesem Abspannwerk war, dass die Transformatoren als Freiluftanlage ausgeführt waren. Das Werksgebäude ist in Stahlskelettbauweise errichtet und besitzt eine schlichte Fassade, verblendet mit roten Ziegeln. Die betont einfache Gestaltungsweise ist zum einen durch das Abklingen expressionistischer Einflüsse begründet, zum anderen aber auch durch die Lage in einem Industriegebiet mit allgemein niedrigeren Gestaltungsansprüchen. Das Abspannwerk blieb bis 1992 in Betrieb. In den 1980er Jahren wurde das 30-/6-kV-Verteilernetz durch ein leistungsstärkeres 110-/10-kV-Netz abgelöst und in diesem Zuge die alten Abspannwerke durch moderne, wesentlich kompaktere Umspannwerke ersetzt, die oftmals, wie auch beim Abspannwerk Uklei, direkt neben dem alten Werk errichtet wurden. Da sich die Bausubstanz des Abspannwerkes noch in einem guten Zustand befand, strebte die Bewag eine Nachnutzung der Gebäude an. Zunächst war die Unterbringung eines Heizwerkes für den in den 1990er Jahren dort geplanten Bürokomplex (Spandauer Tor) angedacht, was nach dem Scheitern des Entwicklungsprojekts jedoch nicht gelang. Heute wird das Gebäude teilweise gewerblich durch eine Autoverleihfirma genutzt. |
| 09085458 | Am Juliusturm 2/8 (Lage)           | Umspannwerk „Uklei“, Abspannwerk und Wohnhaus                        | Abspannwerk, 1928–1929 von Hans Heinrich Müller | Wartengebäude, Treppenhäuser und rechts anschließendes Schalthaus |
| 09085458 | Am Juliusturm 2/8 (Lage)           | Umspannwerk „Uklei“, Abspannwerk und Wohnhaus                        | Teilverlust: Abriss der innenliegenden Hallen für Nachnutzung 2019 | |
| 09085458 | Am Juliusturm 2/8 (Lage)           | Umspannwerk „Uklei“, Abspannwerk und Wohnhaus                        | Wohnhaus: seitwärts, abgesetzt wurde ein ebenfalls schlichtes, dreigeschossiges Backsteingebäude als Wohnhaus für Betriebsangehörige gebaut | Wohnhaus zum Abspannwerk Uklei |
| 09085441 | Am Juliusturm 51/53 (Lage)         | Geschossfabrik der Königlichen Wehrfabriken                          | 1901–1903 | |
| 09085530 | Daumstraße 25–25A (Lage)           | Gebäude der Pulverfabrik                                             | Teil eines Speisesaales, 1888 | |
| 09085530 | Daumstraße 25–25A (Lage)           | Gebäude der Pulverfabrik                                             | Wohnhaus, um 1917 | |
| 09085530 | Daumstraße 23                      | Denkmalverlust: Wachtgebäude der Königlichen Pulverfabrik zu Spandau | Wachtgebäude um 1875 vom Militär Fiskus erbaut, Abriss erfolgte in den 1990er Jahren | |
| 09085786 | Daumstraße 99 (Lage)               | Fabrikhalle der ehem. Pulverfabrik Spandau                           | 1914–1918 | |
| 09085585 | Grützmachergraben (Lage)           | Teil des Retranchements der Pulverfabrik                             | 1832–1837 | |
| 09085595 | Haselhorster Damm 54/58 (Lage)     | Weihnachtskirche                                                     | Kirche, 1934–1935 von Erich Bohne | |
| 09085595 | Haselhorster Damm 54/58 (Lage)     | Weihnachtskirche                                                     | Pfarrhaus und Gemeindesaal, 1960–1962 von Georg Lichtfuss | |
| 09085825 | Kleine Eiswerderstraße (Lage)      | Kleine Eiswerderbrücke                                               | 1890er Jahre | |
| 09085826 | Kleine Eiswerderstraße 14 (Lage)   | Erweiterung der Königlichen Pulverfabrik Spandau mit Wasserturm      | Verwaltungstrakt, um 1890 | |
| 09085826 | Kleine Eiswerderstraße 14 (Lage)   | Erweiterung der Königlichen Pulverfabrik Spandau mit Wasserturm      | Elektrischer Zentrale, um 1910 | |
| 09085704 | Östlicher Abzugsgraben (Lage)      | Östlicher Abzugsgraben der ehem. Königlichen Pulverfabrik Spandau    | 1832–1837 | |
| 09085752 | Rhenaniastraße 35 (Lage)           | Maschinenhaus und Siebwerk 2 der ehem. Pulverfabrik                  | Maschinenhaus, um 1890 | |
| 09085752 | Rhenaniastraße 35 (Lage)           | Maschinenhaus und Siebwerk 2 der ehem. Pulverfabrik                  | Siebwerk, um 1890 | |
| 09085817 | Telegrafenweg 21 (Lage)            | Verkohlungsgebäude der ehem. Königlichen Pulverfabrik Spandau        | vor 1859 | |
| 09085839 | Westlicher Abzugsgraben (Lage)     | Westlicher Abzugsgraben                                              | 1559–1583, vor 1897 | |
| 09012508 | Zitadellenweg Am Juliusturm (Lage) | Patronenfabrik                                                       | 1883–1897 von Preußischem Militärfiskus, Umbau nach 1912 und vor 1936 | |
| 09085845 | Zitadellenweg 16 (Lage)            | Offiziers- und Beamtenwohnhaus der Königlichen Gewehrfabrik          | 1872–1873 | |
| 09085846 | Zitadellenweg 18F (Lage)           | Produktionsgebäude der Gewehrfabrik                                  | um 1915, ab 1924 Flugzeugmotorenwerk | |
| 09085847 | Zitadellenweg 20E (Lage)           | Produktionsgebäude der Gewehrfabrik                                  | Fabrikgebäude 1914–1915; Wiederaufbau und Aufstockung für Fa. Klüssendorf, 1957–1961 z. T. von Emil Fangmeyer | |
| 09085847 | Zitadellenweg 20E (Lage)           | Produktionsgebäude der Gewehrfabrik                                  | Pförtnerhaus, um 1930 | |
| 09085848 | Zitadellenweg 20G (Lage)           | Produktionsbauten der Gewehrfabrik                                   | Werkhof, um 1900 und vor 1918 | |
| 09085848 | Zitadellenweg 20G (Lage)           | Produktionsbauten der Gewehrfabrik                                   | Produktionshalle | |
| 09085848 | Zitadellenweg 20G (Lage)           | Produktionsbauten der Gewehrfabrik                                   | Maschinenhaus | |
| 09085849 | Zitadellenweg 23/27 (Lage)         | Produktionsgebäude der Patronenfabrik                                | 1914–1918, 1930 zur Großbäckerei umgebaut | |

## Ehemalige Denkmale
| Nr.       | Lage                                          | Offizielle Bezeichnung                                                      | Beschreibung | Bild |
| --------- | --------------------------------------------- | --------------------------------------------------------------------------- | --- | ---- |
| unbekannt | Gemarkung Zitadelle, Flur 2, Flurstück 6–7 () | Reste der Befestigungsanlagen                                               | 17. Jahrhundert; Entwidmung nach 2001                                                                            |      |
| unbekannt | Salzhof 17/19?????                            | Pulverfabrik, Verwaltungsgebäude, Beamtenwohnhaus, Fabrik- und Nebengebäude | Verwaltung um 1870; Beamtenwohnhaus, nach 1897;                                                                  |      |
| 09085844  | Zitadellenweg 6 (Lage)                        | Dienst- und Arbeiterwohnhaus der Pulverfabrik                               | Das Gebäude, das aus den 1890er Jahren stammte, wurde Anfang 2013 nach Aufhebung des Denkmalschutzes abgerissen. |      |